# Delio Onnis
Delio Onnis (Giuliano di Roma, Italia; 24 de marzo de 1948) es un exfutbolista ítalo-argentino. Integra el ranking de los mejores goleadores de la historia, según la  Federación Internacional de Historia y Estadística de Fútbol se encuentra en la decimoséptima posición, siendo el tercer argentino detrás de Lionel Messi y Alfredo Di Stéfano.

## Biografía
Delio nació en Giuliano di Roma, Italia Allí vivió a hasta los tres años, pero su familia emigró a Argentina. Allí recibe el apodado el Tano (el italiano). Jugó de delantero, usando la camiseta número 9. En su época amateur, compartió diversos equipos de "potrero", en la ciudad de Caseros con Felipe Javier Guevara, su inseparable amigo de la infancia. Debutó en 1966, jugando para Almagro de la Primera B argentina. En 1968 pasó a Gimnasia y Esgrima La Plata, en donde fue el goleador del equipo denominado La Barredora. En 1971 fue transferido al Stade de Reims de la liga francesa, en la que permaneció durante quince temporadas. 
Es el máximo goleador en la historia de la liga francesa al anotar 299 goles entre 1972 y 1986 jugando para el Stade de Reims, Mónaco FC, (club con el que obtuvo la Liga en la temporada 77-78 y la Copa de Francia en 1980), Tours FC y Tolón. Figura en el puesto número 17 entre los mejores 300 goleadores de Primera División en la historia del fútbol.
No fue un exquisito, ni un jugador con gran técnica, solamente fue un inigualable definidor. La revista deportiva Marca lo considera el ADN del gol.

## Estadísticas
Datos actualizados al fin de la carrera deportiva.
En el desglose de sus partidos con Club Almagro se ubican 22 encuentros en Segunda Divsión en los que anotó 13 goles, que se completan con 4 partidos del Reducido  de ascenso (1966), y 18 del Reclasificatorio de ascenso (1968). En el resto de temporadas, ya bajo disciplina del Club de Gimnasia y Esgrima La Plata, en 1969 disputó 20 encuentros del Campeonato de Liga, completados con 15 partidos y 11 goles de la consiguiente Reclasificación de permanencia, indicados junto a los 2 partidos y 3 goles de Copa. En 1970, participó en el Metropolitano y Nacional —a semejanza de los «apertura y clausura»— dividido en 18 partidos y 12 goles en su primera parte, y 17 encuentros y 16 tantos en el campeonato final.
| Club Almagro Argentina | 1966          | 2.ª           | 9   | 3   | 4   | 1  | - | - | 13  | 4   | 0.31 |
| Club Almagro Argentina | 1967          | 2.ª           | 2   | 0   | -   | -  | - | - | 2   | 0   | 0    |
| Club Almagro Argentina | 1968          | 2.ª           | 11  | 10  | 18  | 10 | - | - | 29  | 20  | 0.69 |
| Club Almagro Argentina | Total club    | Total club    | 22  | 13  | 22  | 11 | 0 | 0 | 44  | 24  | 0.55 |
| Gimnasia y Esgrima La Plata Argentina | 1969          | 1.ª           | 20  | 6   | 17  | 14 | - | - | 37  | 20  | 0.54 |
| Gimnasia y Esgrima La Plata Argentina | 1970          | 1.ª           | 35  | 28  | 2   | 1  | - | - | 37  | 29  | 0.78 |
| Gimnasia y Esgrima La Plata Argentina | 1971          | 1.ª           | 25  | 9   | -   | -  | - | - | 25  | 9   | 0.36 |
| Gimnasia y Esgrima La Plata Argentina | Total club    | Total club    | 80  | 43  | 19  | 15 | 0 | 0 | 99  | 58  | 0.58 |
| Stade de Reims Francia | 1971-72       | 1.ª           | 32  | 22  | 8   | 4  | - | - | 40  | 26  | 0.65 |
| Stade de Reims Francia | 1972-73       | 1.ª           | 33  | 17  | 3   | 2  | - | - | 36  | 19  | 0.52 |
| Stade de Reims Francia | Total club    | Total club    | 65  | 39  | 11  | 6  | 0 | 0 | 76  | 45  | 0.59 |
| A. S. Monaco Francia | 1973-74       | 1.ª           | 31  | 26  | 9   | 10 | - | - | 40  | 36  | 0.90 |
| A. S. Monaco Francia | 1974-75       | 1.ª           | 37  | 30  | 1   | 0  | 2 | 1 | 40  | 31  | 0.77 |
| A. S. Monaco Francia | 1975-76       | 1.ª           | 33  | 29  | 1   | 0  | - | - | 34  | 29  | 0.85 |
| A. S. Monaco Francia | 1976-77       | 2.ª           | 32  | 30  | 7   | 4  | - | - | 39  | 34  | 0.87 |
| A. S. Monaco Francia | 1977-78       | 1.ª           | 35  | 29  | 9   | 8  | - | - | 44  | 37  | 0.84 |
| A. S. Monaco Francia | 1978-79       | 1.ª           | 34  | 22  | 5   | 3  | 3 | 1 | 42  | 26  | 0.61 |
| A. S. Monaco Francia | 1979-80       | 1.ª           | 30  | 21  | 7   | 5  | 4 | 4 | 41  | 30  | 0.73 |
| A. S. Monaco Francia | Total club    | Total club    | 232 | 187 | 39  | 30 | 9 | 6 | 280 | 223 | 0.79 |
| Tours F. C. Francia | 1980-81       | 1.ª           | 38  | 24  | 5   | 3  | - | - | 43  | 27  | 0.62 |
| Tours F. C. Francia | 1981-82       | 1.ª           | 38  | 29  | 7   | 5  | - | - | 45  | 34  | 0.75 |
| Tours F. C. Francia | 1982-83       | 1.ª           | 34  | 11  | 7   | 1  | - | - | 41  | 12  | 0.29 |
| Tours F. C. Francia | Total club    | Total club    | 110 | 64  | 19  | 9  | 0 | 0 | 129 | 73  | 0.56 |
| S. C. Toulon Francia | 1983-84       | 1.ª           | 36  | 21  | 5   | 1  | - | - | 41  | 22  | 0.53 |
| S. C. Toulon Francia | 1984-85       | 1.ª           | 30  | 17  | 1   | 0  | - | - | 31  | 17  | 0.54 |
| S. C. Toulon Francia | 1985-86       | 1.ª           | 8   | 1   | 1   | 0  | - | - | 9   | 1   | 0.11 |
| S. C. Toulon Francia | Total club    | Total club    | 74  | 39  | 7   | 1  | 0 | 0 | 81  | 40  | 0.49 |
| Total carrera | Total carrera | Total carrera | 583 | 385 | 117 | 72 | 9 | 6 | 709 | 463 | 0.65 |
| (1) Incluye datos de Argentina: Copa (1969-70), Reducido (ascenso) (1966), Reclasificatorio (ascenso) (1968); Rueda / Reclasificación (descenso) (1969) / Francia: Copa (1971-86), Promoción (1980-81 y 1982-83). (2) Incluye datos de la Recopa de Europa, Copa de Campeones de Europa, Copa UEFA. (3) No se consideran goles en encuentros amistosos. |               |               |     |     |     |    |   |   |     |     |      |

## Palmarés

### Campeonatos nacionales
| Título             | Club         | País    | Año  |
| ------------------ | ------------ | ------- | ---- |
| Campeonato de Liga | A. S. Monaco | Francia | 1978 |
| Copa de Francia    | A. S. Monaco | Francia | 1980 |

### Otros logros
| Logro                | Club         | País    | Año  |
| -------------------- | ------------ | ------- | ---- |
| Ascenso a la Ligue 1 | A. S. Monaco | Francia | 1977 |

### Distinciones individuales
| Distinción                                          | Año                                         |
| --------------------------------------------------- | ------------------------------------------- |
| Máximo goleador de la Ligue 1                       | 1974-75, 1979-80, 1980-81, 1981-82, 1983-84 |
| Máximo goleador de la Ligue 2                       | 1976-77                                     |
| Máximo goleador histórico de la Ligue 1 (299 goles) | Desde 1986                                  |